# New York Film Critics Circle Awards 1996
La 62ª edizione della cerimonia dei New York Film Critics Circle Awards, annunciata il 12 dicembre 1996, si è tenuta il 5 gennaio 1997 ed ha premiato i migliori film usciti nel corso del 1996.

## Vincitori e candidati

### Miglior film
- Fargo, regia di Joel ed Ethan Coen
- Larry Flynt - Oltre lo scandalo (The People vs. Larry Flynt), regia di Miloš Forman
- Le onde del destino (Breaking the Waves), regia di Lars von Trier

### Miglior regista
- Lars von Trier - Le onde del destino (Breaking the Waves)

### Miglior regista esordiente
- Stanley Tucci e Campbell Scott - Big Night

### Miglior attore protagonista
- Geoffrey Rush - Shine
- Daniel Day-Lewis - La seduzione del male (The Crucible)
- Kevin Costner - Tin Cup
- Tom Cruise - Jerry Maguire

### Miglior attrice protagonista
- Emily Watson - Le onde del destino (Breaking the Waves)
- Frances McDormand - Fargo
- Nicole Kidman - Ritratto di signora (The Portrait of a Lady)

### Miglior attore non protagonista
- Harry Belafonte - Kansas City
- Martin Donovan - Ritratto di signora (The Portrait of a Lady)
- Tony Shalhoub - Big Night

### Miglior attrice non protagonista
- Courtney Love - Larry Flynt - Oltre lo scandalo (The People vs. Larry Flynt)
- Barbara Hershey - Ritratto di signora (The Portrait of a Lady)

### Miglior sceneggiatura
- Albert Brooks e Monica Johnson - Mamma torno a casa (Mother)

### Miglior film in lingua straniera
- Il palloncino bianco (بادکنک سفید ), regia di Jafar Panahi. • Iran

### Miglior documentario
- Quando eravamo re (When We Were Kings), regia di Leon Gast

### Miglior fotografia
- Robby Müller - Le onde del destino (Breaking the Waves) e Dead Man

### Menzione speciale
- La donna che visse due volte (Vertigo), regia di Alfred Hitchcock - restauro
- Jonas Mekas - al presidente dell'Anthology Film Archives per il suo contributo al cinema indipendente